# اسکیل
اسکیل (به ترکی استانبولی: Eskil) شهری است در کشور ترکیه که در استان آق‌سرای واقع شده‌است. جمعیت این شهر بر اساس سرشماری سال ۲۰۰۸ میلادی ۱۷٬۰۹۸ نفر و بر اساس برآوردهای سال ۲۰۰۹ میلادی ۱۵٬۹۲۰ نفر می‌باشد.